# CIE 611
Мотовоз CIE 611 — мотовоз выпущенный ограниченной серией по заказу железных дорог Ирландии в период с декабря 1961 по февраль 1962 года немецким заводом Deutz AG (Кёльн).
На мотовозе установлен 8-цилиндровый V-образный дизельный двигатель с воздушным охлаждением, гидравлическая передача Voith. На буферном брусе — буфера и винтовая сцепка. В отличие от CIE 601 имелся воздушный компрессор и система управления тормозами, что позволяло использовать мотовоз не только на манёврах.
Мотовозы использовались по всей Ирландии, как на маневровой работе, так и на работе с поездами.
Мотовозы были введены в эксплуатацию в августе 1962 года и эксплуатировались до 1977 года. Локомотивы с номерами 611, 613, 615, 616 и 617 были проданы на Cómhlucht Siúicre Éireann. Четыре мотовоза были сохранены, из них три находятся в собственности Irish Traction Group, а ещё один в частной собственности, все четыре локомотива физически находятся на Downpatrick and County Down Railway.
Была выпущена коллекционная модель этой серии в типоразмере OO (англ. OO gauge; 1:87).